# Trichoscypha hallei
Espèce
Statut de conservation UICN

 EN B2ab(iii) : En danger
Trichoscypha hallei Breteler est une espèce de plantes à fleurs de la famille des Anacardiaceae et du genre Trichoscypha. C'est un arbuste, très rare, observé au Gabon et au Cameroun.

## Étymologie
Son épithète spécifique hallei rend hommage au botaniste et collecteur français Nicolas Hallé, auteur de plusieurs publications sur la flore du Gabon.

## Description
C'est un arbuste pouvant atteindre 6 m de hauteur.

## Distribution
Très rare, l'espèce a été observée sur deux sites, l'un au Gabon, à Bélinga dans la province de l'Ogooué-Ivindo, l'autre au Cameroun, à Akom II dans la Région du Sud.